# Plebejus caeca
Plebejus caeca är en fjärilsart som beskrevs av Gillmer 1904. Plebejus caeca ingår i släktet Plebejus och familjen juvelvingar. Inga underarter finns listade i Catalogue of Life.